# Martin Kelly
Martin Ronald Kelly, né le 27 avril 1990 à Whiston, est un footballeur international anglais qui évolue au poste de défenseur.

## Biographie
Lors de l'intersaison 2007, Kelly est promu de l'académie de Liverpool à Melwood. Il reçoit un numéro de maillot en équipe première pour la saison 2008–2009 et est appelé pour la première fois avec l'équipe première de Liverpool en Ligue des champions contre l'Olympique de Marseille en novembre 2008. Il fait ses débuts contre le PSV Eindhoven le 9 décembre 2008 en remplaçant Jamie Carragher.
Kelly est appelé en équipe d'Angleterre des moins de 19 ans pour jouer contre l'équipe espagnole des moins de 18 ans le 10 février 2009. En 2010, les deux entraîneurs des Reds cette saison, Roy Hodgson puis Kenny Dalglish l'utilisent régulièrement, étant même titulaire la plupart du temps. Il marque son premier but pour son club formateur le 29 novembre 2011, contre Chelsea en quarts de finale de la League Cup (2-0).
Le 26 mai 2012, il honore sa première sélection avec l'Angleterre lors d'un match amical contre la Norvège. Initialement non retenu pour le groupe participant à l'Euro 2012, il profite finalement de la blessure de Gary Cahill lors du dernier match amical de la sélection pour intégrer le groupe pour l'Euro.
Le 14 août 2014, il s'engage avec Crystal Palace.
Les 13 et 14 novembre 2015, dînant à proximité des lieux des attentats à Paris, il porte secours aux personnes blessées.
Le 1er septembre 2022, il rejoint West Bromwich Albion.